# Open International Féminin de Montpellier
O Open International Féminin de Montpellier é um torneio para tenistas profissionais disputado em quadras de saibro ao ar livre desde 2006 e é realizado em Montpellier, França. 

## Histórico
- O torneio começou classificado como um evento do Circuito feminino da ITF de US$ 10.000 com o nome de "Open Gaz de France Montpellier Agglomeration" em 2006[2]
- Passou para a classificação de US$ 25.000 com o nome de "Open GDF SUEZ Montpellier Agglomération Hérault" em 2009[3]
- Nos anos seguintes assumiu seu nome atual de "Open International Féminin de Montpellier", e em 2021 passou para a classificação de US$ 60.000[4]

## Finais

### Simples
| Ano  | Campeã                                          | Vice-campeã                                     | Resultado                                       |
| ---- | ----------------------------------------------- | ----------------------------------------------- | ----------------------------------------------- |
| 2023 | Clara Burel                                     | Astra Sharma                                    | 6–3, 7–5                                        |
| 2022 | Oksana Selekhmeteva                             | Kateryna Baindl                                 | 6–3, 5–7, 7–5                                   |
| 2021 | Anhelina Kalinina                               | Mayar Sherif                                    | 6–2, 6–3                                        |
| 2020 | Torneio cancelado devido à pandemia de COVID-19 | Torneio cancelado devido à pandemia de COVID-19 | Torneio cancelado devido à pandemia de COVID-19 |
| 2019 | Varvara Gracheva                                | Elizabeth Halbauer                              | 6–4, 6–2                                        |
| 2018 | Fiona Ferro                                     | Catalina Pella                                  | 6–4, 6–3                                        |
| 2017 | Alexandra Dulgheru                              | Shérazad Reix                                   | 6–2, 6–2                                        |
| 2016 | Jil Teichmann                                   | Montserrat González                             | 6–2, 7–6(8–6)                                   |
| 2015 | Lourdes Domínguez Lino                          | Sílvia Soler Espinosa                           | 6–4, 6–3                                        |
| 2014 | Elitsa Kostova                                  | Sofiya Kovalets                                 | 7–5, 6–1                                        |
| 2013 | Ana Konjuh                                      | Irina Khromacheva                               | 6–3, 6–1                                        |
| 2012 | Séverine Beltrame                               | Catalina Castaño                                | 6–2, 7–6(7–4)                                   |
| 2011 | Bibiane Schoofs                                 | Leticia Costas                                  | 6–4, 6–4                                        |
| 2010 | Mathilde Johansson                              | Claire de Gubernatis                            | 5–7, 6–4, 6–2                                   |
| 2009 | Anaïs Laurendon                                 | María Emilia Salerni                            | 6–3, 6–2                                        |
| 2008 | Verónica Spiegel                                | Lu Jingjing                                     | 7–6(7–5), 6–4                                   |
| 2007 | Gabriella Polito                                | Camille Sapène                                  | 6–2, 1–6, 6–1                                   |
| 2006 | Olivia Sanchez                                  | Stéphanie Vongsouthi                            | 6–7(6–8), 6–0, 6–0                              |

### Duplas
| Ano  | Campeãs                                         | Vice-campeãs                                    | Resultado                                       |
| ---- | ----------------------------------------------- | ----------------------------------------------- | ----------------------------------------------- |
| 2023 | Amina Anshba Sofya Lansere                      | Julia Lohoff Andreea Mitu                       | 6–3, 6–4                                        |
| 2022 | Andrea Gámiz Andrea Lázaro García               | Estelle Cascino Irina Khromacheva               | 6–4, 2–6, [13–11]                               |
| 2021 | Estelle Cascino Camilla Rosatello               | Liang En-shuo Yuan Yue                          | 6–3, 6–2                                        |
| 2020 | Torneio cancelado devido à pandemia de COVID-19 | Torneio cancelado devido à pandemia de COVID-19 | Torneio cancelado devido à pandemia de COVID-19 |
| 2019 | Marina Melnikova Eva Wacanno                    | Albina Khabibulina Julia Wachaczyk              | 4–6, 6–4, [10–3]                                |
| 2018 | Elixane Lechemia Alice Ramé                     | Carolina Meligeni Alves Martina Colmegna        | 6–7(5–7), 6–2, [10–6]                           |
| 2017 | Momoko Kobori Ayano Shimizu                     | Laura Pigossi Victoria Rodríguez                | 6–3, 4–6, [10–7]                                |
| 2016 | Prarthana Thombare Eva Wacanno                  | Lourdes Domínguez Lino Jil Teichmann            | 7–5, 2–6, [11–9]                                |
| 2015 | María Irigoyen Barbora Krejčíková               | Laura Siegemund Renata Voráčová                 | 6–4, 6–2                                        |
| 2014 | Inés Ferrer Suárez Sara Sorribes Tormo          | Hsu Chieh-yu Elitsa Kostova                     | 2–6, 6–3, [12–10]                               |
| 2013 | Irina Khromacheva Renata Voráčová               | Inés Ferrer Suárez Paula Cristina Gonçalves     | 6–1, 6–4                                        |
| 2012 | Séverine Beltrame Laura Thorpe                  | Mailen Auroux María Irigoyen                    | 4–6, 6–4, [10–6]                                |
| 2011 | Paula Cristina Gonçalves Maryna Zanevska        | Inés Ferrer Suárez Mădălina Gojnea              | 6–4, 7–5                                        |
| 2010 | Lu Jingjing Laura Siegemund                     | Amandine Hesse Lyudmyla Kichenok                | 6–4, 6–2                                        |
| 2009 | Yuliya Beygelzimer Laura Siegemund              | Stefania Boffa Story Tweedie-Yates              | 6–4, 6–1                                        |
| 2008 | Lu Jingjing Verónica Spiegel                    | Shérazad Benamar Charlotte Rodier               | 7–5, 6–7(5–7), [10–7]                           |
| 2007 | Émilie Bacquet Nadège Vergos                    | Tatsiana Kapshay Kateryna Polunina              | 5–7, 6–4, 6–3                                   |
| 2006 | Claire Jalade Amandine Singla                   | Marie-Perrine Baudouin Anaïs Laurendon          | 4–6, 6–3, 6–1                                   |